# فرد کرامپ
فرد کرامپ (انگلیسی: Fred Crump؛ زادهٔ ۱۸۸۰ - درگذشته نامشخص) بازیکن فوتبال اهل انگلستان است.
از باشگاه‌هایی که در آن بازی کرده‌است می‌توان به باشگاه فوتبال استوک‌پورت کانتی اشاره کرد.